# Drie-eenheidskathedraal (Kansk)
De Drie-eenheidskathedraal  (Russisch: Свято-Троицкий собор) is een Russisch-orthodoxe kathedraal in de Russische stad Kansk. Het was het eerste stenen gebouw van Kansk en is de hoofdkerk van het bisdom Kansk.

## Geschiedenis
De kathedraal werd gebouwd in de jaren 1797-1804 en is een laat voorbeeld van de Siberische barok. In 1840 werd de kathedraal uitgebreid met elementen van het classicisme en in de jaren 1912-1913 werd de refter verhoogd met bogen.
In de jaren 30 werd de kathedraal gesloten en de koepels van de kerk afgebroken. Het gebouw werd aangepast voor de accommodatie van een vliegclub. Na de oorlog keerde de kerk weer terug naar de gelovigen, maar in 1964 werd de kathedraal opnieuw gesloten voor de eredienst. In eerste instantie werd het gebouw in gebruik genomen als theater, later als museum.
De kathedraal keerde in 1992 definitief terug naar de Russisch-orthodoxe Kerk waarna een restauratie plaatsvond. Oorspronkelijk was de kerk gewijd aan Christus de Verlosser maar voor de restauratie werd de kerk gewijd aan de Heilige Drie-eenheid. Recent werden ook de vier koepels op de hoeken van de kerk teruggeplaatst.